# Teresa Bellera Cemeli
Teresa Bellera Cemeli   (1916 - Manacor, 5 de setembre de 1936) va ser una miliciana del batalló femení del PSUC, assassinada a Manacor el setembre del 1936.

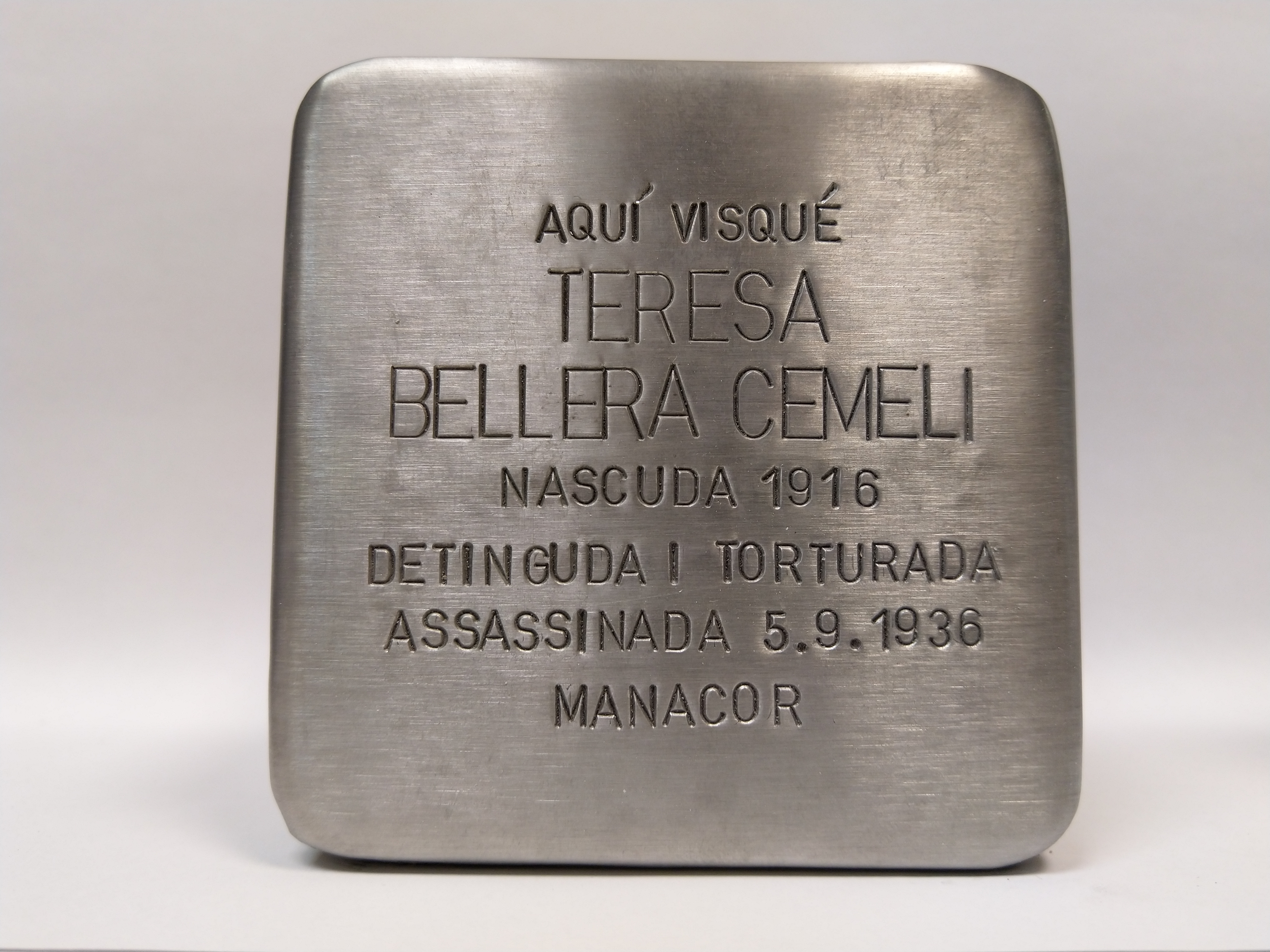
Stolpersteine de Teresa Bellera.

Va ser una de les cinc milicianes de Barcelona que el 16 d'agost del 1936 es van embarcar en un vaixell que anava a Maó juntament amb 30 milicianes i 400 milicians antifeixistes. Liderats pel general Alberto Bayo volien alliberar l'illa del feixisme. Bayo va rebre l'ordre de retirada i es va desentendre d'alguns milicians. El grup de cinc dones va ser fotografiada amb braçalets de la Creu Roja pels franquistes abans d'acabar essent torturades, violades i afusellades a Manacor el 4 de setembre del 1936 al cementiri de Son Coletes. El diari que una d'elles va escriure s'anomena Diario de una miliciana i no se sap quina de les dones el va escriure. Al grup de les cinc milicianes també hi havia les germanes Mercè i Daria Buxadé Adroher i Maria García. L'autora del diari és de nom desconegut.
El 2018 es va estrenar el documental Milicianes al Rívoli, la història de les cinc dones, que es va emetre al Sense ficció de TV3.